# نیزه‌انداز

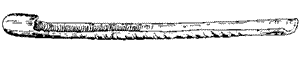
نیزه‌انداز.

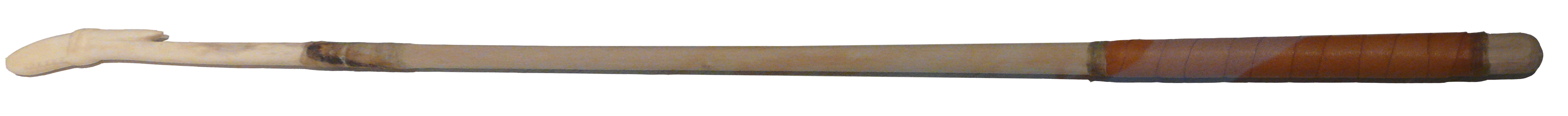
بازسازی یک نیزه‌انداز ۱۲ هزارساله در موزه نئاندرتال.

نیزه‌انداز یا آتلاتل (atlatl) ابزاری است که در قدیم در بخش‌های بزرگی از جهان برای افزودن بر نیروی پرتاب نیزه‌ها استفاده می‌شد. این ابزار امروزه تنها در برخی اقوام نظیر بومیان استرالیا و اسکیموها استفاده دارد. در بیشتر نقاط جهان، پس از ابداع تیر و کمان، نیزه‌انداز کاربرد خود را از دست داد. 
برای استفاده از نیزه‌انداز، انتهای عقب نیزه را در زبانه نیزه‌انداز قرار می‌دهند و پس از پرتاب نیزه، با کشیدن نیزه‌انداز به جلو، این زبانه فشار دیگری بر نیزه وارد می‌آورد و موجب افزودن بر سرعت آن می‌شود. با این کار سرعت‌هایی در حدود ۱۵۰ کیلومتر بر ساعت هم ممکن شده است. 
واژه آتلاتل از زبان آزتکی گرفته شده‌است. آزتک‌ها در سال ۱۵۱۹ که با اسپانیایی‌ها روبه‌رو شدند هنوز از این ابزار استفاده می‌کردند. آثاری از نیزه‌اندازها در اروپا مربوط به حدود ۲۰ هزار سال پیش یافته شده‌است.
امروزه در ایالات متحده گروه‌هایی به استفاده از نیزه‌انداز به عنوان ورزش روی آورده‌اند و در آن کشور تورنمنتهای نیزه‌اندازی نیز برگزار می‌شود.